# 玉钩蛾属
玉钩蛾属（学名：Yucilix）为钩蛾科的一个属。

## 下属物种
本属包括以下物种：
- 瑕玉钩蛾 Yucilix xia Yang, 1978